# Lucien Vlaemynck
Lucien Vlaemynck (Izenberge, 19 augustus 1914 — Ledegem, 14 juni 1994) was een Belgisch wielrenner. Hij nam deel aan de Ronde van Frankrijk 1939 en werd toen 3de.

## Palmares
1937
Criterium van het Zuiden
1938
Ronde van Luxemburg
1939
Cannes
GP van de Wereldtentoonstelling van Luik (met Félicien Vervaecke)
Ronde van Frankrijk 1939: 3de
1942
Micheroux
1943
GP de l'Auto
1944
Franse Pijl (met Robert Bonnaventure, Emile Idée en Mickael Schmitt)
1945
Omloop van Parijs
Sint-Lambrechts-Woluwe
Moorslede
1946
Kortrijk
Waregem

## Resultaten in voornaamste wedstrijden
| Jaar | Ronde van Italië | Ronde van Frankrijk | Ronde van Spanje |
| ---- | ---------------- | ------------------- | ---------------- |
| 1937 |                  |                     |                  |
| 1938 |                  |                     |                  |
| 1939 |                  | ↑                   |                  |
| 1941 |                  |                     |                  |
| 1942 |                  |                     |                  |
| 1943 |                  |                     |                  |
| 1944 |                  |                     |                  |
| 1945 |                  |                     |                  |
| 1946 |                  |                     |                  |
| 1947 |                  |                     |                  |
| 1948 |                  |                     |                  |

| Jaar | Milaan-San Remo | Gent-Wevelgem | Ronde van Vlaanderen | Parijs-Roubaix | Luik-Bast.‑Luik | Waalse Pijl | Parijs-Tours | Parijs-Brussel |
| ---- | --------------- | ------------- | -------------------- | -------------- | --------------- | ----------- | ------------ | -------------- |
| 1937 |                 |               |                      |                |                 |             | 14e          |                |
| 1938 |                 |               |                      |                | 29e             |             | 5e           |                |
| 1939 |                 |               |                      |                |                 | 14e         |              | 6e             |
| 1941 |                 |               | 16e                  |                |                 |             |              |                |
| 1942 |                 |               |                      |                |                 | 17e         |              |                |
| 1943 |                 |               |                      | 13e            | 17e             |             |              |                |
| 1944 |                 |               |                      | 10e            |                 |             | 16e          |                |
| 1945 |                 |               |                      |                |                 | ↑           |              |                |
| 1946 |                 |               | 11e                  | ↑              |                 |             |              |                |
| 1947 |                 | Brons         |                      |                |                 |             |              | 8e             |
| 1948 | 18e             |               |                      |                |                 |             |              |                |